# Стрижак, Владимир Степанович
Владимир Степанович Стрижак (29 ноября [12 декабря] 1911, Нововоронцовка, Херсонская губерния — 30 декабря 1983, Выселки, Краснодарский край) — командир батареи 205-го гвардейского пушечного артиллерийского полка 1-й гвардейской пушечной артиллерийской бригады 1-й гвардейской артиллерийской Глуховской Краснознамённой дивизии Резерва Главного Командования 60-й армии Центрального фронта, гвардии капитан. Герой Советского Союза (1943).

## Биография
Родился 29 ноября (12 декабря) 1911 года в местечке Нововоронцовка (ныне посёлок городского типа в Нововоронцовском районе Херсонской области) в крестьянской семье. Украинец.
Окончил Нововоронцовский сельскохозяйственный техникум. Работал старшим агрономом МТС в Краснодарском крае.
В Красной армии в 1933—1935 годах и с июня 1941 года. В 1935 году окончил командирские курсы. На фронте в Великую Отечественную войну с 1942 года. Член ВКП(б) с 1943 года.
Командир батареи 205-го гвардейского пушечного артиллерийского полка гвардии капитан Владимир Стрижак в числе первых вышел к реке Днепр и артиллерийским огнём способствовал форсированию реки стрелковыми подразделениями.
25 сентября 1943 года гвардии капитан Стрижак переправился в районе села Страхолесье Чернобыльского района Киевской области на правый берег Днепра и, находясь в боевых порядках пехоты, по радио корректировал огонь орудий. Был ранен, но не покинул поле боя.
Указом Президиума Верховного Совета СССР от 17 октября 1943 года за образцовое выполнение боевых заданий командования и проявленные при этом мужество и героизм гвардии капитану Стрижаку Владимиру Степановичу присвоено звание Героя Советского Союза с вручением ордена Ленина и медали «Золотая Звезда».
С 1946 года капитан Стрижак В. С. в запасе. До ухода на заслуженный отдых работал директором Усть-Лабинской МТС Краснодарского края, директором Выселковского сахарного завода Краснодарского края.
Скончался 30 декабря 1983 года. Похоронен в станице Выселки Краснодарского края.

## Награды
- Медаль «Золотая Звезда» (17 октября 1943);
- Орден Ленина (17 октября 1943);
- Орден Октябрьской Революции;
- Орден Красного Знамени (22 октября 1943);
- Орден Отечественной войны 1-й степени (1 марта 1945);
- Орден Отечественной войны 2-й степени (28 февраля 1945);
- Орден Красной Звезды (15 декабря 1942);
- Медаль «За освобождение Праги» (6 ноября 1945);
- Медаль «За победу над Германией в Великой Отечественной войне 1941—1945 гг.» (9 мая 1945);
- Медаль «За взятие Берлина» (9 июня 1945);
- Медаль «За оборону Сталинграда» (22 ноября 1942).